# Buchs (San Gallo)
Buchs (toponimo tedesco) è un comune svizzero di 12 414 abitanti del Canton San Gallo, nel distretto di Werdenberg del quale è capoluogo; ha lo status di città.

## Infrastrutture e trasporti
Buchs è servito dall'omonima stazione sulla ferrovia Coira-Rorschach e capolinea della ferrovia Feldkirch-Buchs.